# 井上甚太郎

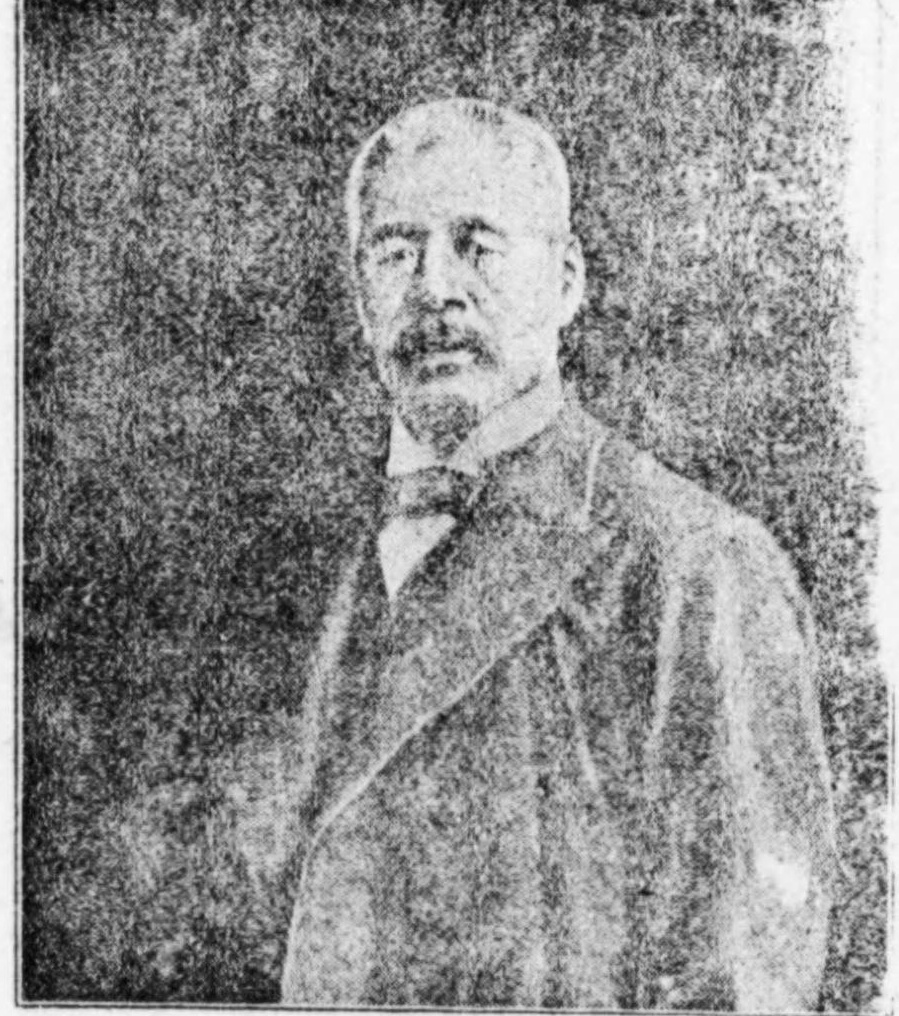
井上甚太郎

井上 甚太郎（いのうえ じんたろう、1845年4月26日（弘化2年3月20日）- 1905年（明治38年）8月22日）は、明治期の実業家、政治家。衆議院議員。

## 経歴
讃岐国鵜足郡上法軍寺村（香川県鵜足郡法勲寺村、綾歌郡法勲寺村、飯山町を経て現丸亀市飯山町上法軍寺）で生まれる。阿野郡西庄村（坂出町を経て現坂出市西庄町）で成長した。漢学を修めた。その後、高松城下に移り、幕末には高松藩御用掛として砂糖生産販売に従事した。
明治維新後、自由民権運動に加わる。純民社、高松立志社を創立。1875年（明治8年）以降、塩業界の結束と改善に尽力した。農商工高等会議議員、十州塩業組合東讃支部長、高松商法会議所副会長などを歴任した。
1902年（明治35年）8月、第7回衆議院議員総選挙（香川県郡部、立憲政友会）で初当選し、その後、第9回総選挙まで再選され、衆議院議員に連続3期在任した。1905年（明治38年）塩専売法の審議で活躍した。議員在任中の1905年8月に死去した。

## 国政選挙歴
- 第7回衆議院議員総選挙（香川県郡部、1902年8月、立憲政友会）当選[6]
- 第8回衆議院議員総選挙（香川県郡部、1903年3月、立憲政友会）当選[6]
- 第9回衆議院議員総選挙（香川県郡部、1904年3月、立憲政友会）当選[6]